# Hylexetastes
Hylexetastes és un gènere d'ocells de la família dels furnàrids (Furnariidae) que agrupa espècies natives d'Amèrica del Sud, on es distribueixen a la conca amazònica i l'escut guaianès.

## Descripció
Els grimpa-soques d'aquest gènere són grossos, de cos robust, mesuren entre 26,5 i 29 cm de longitud. El bec és fort, recte i de color vermell fosc. Són de color marró, en general, amb lleugeres variacions de tonalitat. Usen les llargues cues rígides com a suport per pujar troncs i branques, com els picots. Són arborícoles i solen trobar-se principalment en selves humides amazòniques. Segueixen les fileres de formigues legionària per capturar les preses que aquestes espanten en passar, també s'ajunten a bandades mixtes d'alimentació amb freqüència. Són força furtius i no gaire vocals. Totes les espècies són escasses, rares i difícils de ser observades.

## Taxonomia i etimologia
Anteriorment, l'espècie Hylexetastes uniformis i la subespècie H. u. brigidai eren tractades com a subespècies d'H. perrotii amb base en les similituds morfològiques i de vocalització. No obstant això, un estudi filogenètic recent va confirmar que l'espècie H. perrotii és parafilètica, donant suport a autors anteriors pel que fa a la separació de les espècies, totes al·lopàtriques, cadascuna distribuïda en un dels interfluvis amazònics, separats pels grans rius de la regió.
Amb base en els estudis filogenètics esmentats, el Comitè de Classificació de Sud-amèrica (SACC) a la Proposta N° 897 va aprovar la separació de H. uniformis però va mantenir H. brigidai com a subespècie de la mateixa.
El nom genèric Hylexetastes es compon de les paraules del grec antic «ὑλη hulē» que significa “bosc”, i «εξεταστης exetastēs» que significa “examinador”.
Segons la Classificació del Congrés Ornitològic Internacional (versió 14.2, 2024) aquest gènere està format per 3 espècies:
- grimpa-soques bec-roig - (Hylexetastes perrotii).
- grimpa-soques unicolor - (Hylexetastes uniformis).
- grimpa-soques de Stresemann - (Hylexetastes stresemanni).